# Etizolam
L'etizolam è un composto chimico appartenente alla classe delle benzodiazepine, più precisamente si tratta di una tienotriazolodiazepina.
La formula {formula composto} è {\displaystyle {\ce {C17H15ClN4S}}} e a temperatura ambiente si presenta come un solido cristallino di colore bianco inodore.

## Storia
Il farmaco venne introdotto in Giappone nel 1983 per il trattamento di condizioni neurologiche come l'ansia e i disturbi del sonno. Negli Stati Uniti il farmaco è incluso nell'elenco delle sostanze controllate e non è autorizzato per uso clinico dato l'alto potenziale di sviluppare dipendenza al composto. In India, Giappone ed Italia è un farmaco sottoposto a prescrizione medica. Negli ultimi anni sta aumentando l'abuso di questo farmaco che ha portato alla sua classificazione come sostanza psicoattiva essendo stata identificata in diversi campioni tossicologici, in campioni sequestrati e in un numero sempre maggiore di casi di guida sotto l'effetto di droghe.
Il farmaco venne valutato per la prima volta dall'Expert Committee on Drug Dependence (ECDD) nel 1989. La commissione valutò il rischio che la sostanza venisse abusata come moderato e la sua utilità terapeutica come moderata-elevata. Lo stessa valutazione venne fatta nel 1990..
Il rapporto dell'Ufficio delle Nazioni Unite per il controllo della droga e la prevenzione del crimine (UNODC) 2019-2020 mette in evidenza l'abuso di questa sostanza in diversi Paesi, tra cui: Svizzera, Svezia, Canada ed Australia. I Centers for Disease Control and Prevention hanno rilasciato uno studio intitolato "The Fentalog Study" che utilizza i dati raccolti da 10 ospedali di zone geografiche diverse in 9 Stati americani diversi che evidenzia come a marzo 2023, nei 733 campioni analizzati tra febbraio 2020 e dicembre 2022, il 9% dei campioni di sangue analizzati per sospette overdose da oppioidi risultasse positivo alle benzodiazepine illecite, di cui il 22% dovute all'etizolam.
Nel 2020 è stata inclusa nell'elenco delle sostanze controllate secondo la Convenzione del 1971 sulle sostanze psicotrope.

## Struttura e caratteristiche fisiche
L'etiozolam è un composto organico, una tienodiazepina, chimicamente legato alla classe delle benzodiazepine. La molecola presenta un anello tiofenico fuso ad un anello dell'1,4-diazepina a sette elementi e a un anello di triazolo. In posizione 4 troviamo un anello di 2-clorofenolo, mentre in posizione 2 nell'anello della tienodiazepina è presente un gruppo etilico. Non presenta stereoisomeri.
La sostanza presenta le seguenti caratteristiche:
- 4 accettori di legami a idrogeno
- 2 legami ruotabili
- massa monoisotopica = 342,0705954 g/mol
- superficie polare = 71,3 Å²
- 23 atomi pesanti

## Sintesi
La sintesi dei derivati delle tienotriazolodiazepine, come l'etizolam, è complessa o inizia da un precursore complesso come il tienodiazepin-2-one. Pertanto il composto può essere prodotto solamente in laboratori ben equipaggiati. Sono stati descritti diversi metodi di sintesi del composto in altrettanti brevetti.
Un metodo prevede la sostituzione del gruppo chetonico dal tienodiazepin-2-one con un gruppo idrazinico o acilidrazinico. Segue la condensazione del composto idrazinico con un orto-estere, un'anidride carbossilica o un acido alogenidrico carbossilico. La condensazione può essere sostituita da ciclizzazione del composto acilidrazinico per ottenere la corrispettiva tienotriazolodiazepina.
Un metodo ulteriore coinvolge la ciclizzazione di R=N-NH-CO-CH3 in toluene, dove R è la tienodiazepina, con l'acido solfonico del p-toluene come catalizzatore, per ottenere la corrispettiva tienotriazolodiazepina.
Piccoli cristalli incolore possono essere ottenuti dall'acetato di etile.

## Reattività e caratteristiche chimiche
L'etizolam è una base debole praticamente insolubile in acqua e n-esano, moderatamente solubile in acetone ed etanolo, ovvero solubile in metanolo e cloroformio. Il composto può essere identificato in polveri e compresse mediante spettroscopia UV, metodi colorimetrici e cromatografia liquida. Per l'identificazione e quantificazione del composto in fluidi biologici sono disponibili diversi metodi gas cromatografici e di cromatografia liquida che sfruttano la spettroscopia UV o la spettrometria di massa come metodo di rilevamento.

### Spettri analitici
Sono disponibili diversi spettri analitici del composto:
- spettro GC-MS: 6 picchi a 342, 344, 343, 345, 341 e 346 m/z[17]
- spettro LC-MS: 5 picchi a 343, 345, 344, 346 e 228[18]
- spettro FTIR e ATR-IR: picco principale a 760 cm−1[19][20]
- spettro Raman: picco principale a 1495 cm−1[21]
- spettro UV in HCl 1M: 2 picchi a 252 nm e 293 nm[11]

## Farmacologia e tossicologia
L'etizolam è un depressore del sistema nervoso centrale con effetti ansiolitici, anticonvulsivanti, sedativi-ipnotici e miorilassanti. Viene commercializzato come polvere o compresse in concentrazioni pari a 0,25 mg, 0,5 mg e 1 mg .

### Farmacocinetica
Studi a singola somministrazione sugli esseri umani evidenziano come il composto venga ben assorbito rapidamente dall'intestino (93%) raggiungendo la massima concentrazione plasmatica dopo 0,5 - 2 ore ed un'emivita media di eliminazione pari a 3,4 ore.
Il metabolismo dell'etizolam è esteso e coinvolge reazioni d'idrossilazione e coniugazione. La via metabolica comprende il citocromo CYP3A4, il citocromo CYP2C18 e il citocromo CYP2C19. Il principale metabolita, l'α-idrossietizolam, si forma attraverso la 1'-idrossilazione e mantiene un'attività farmacologica comparabile al composto originale, evidenziando come possa contribuire agli effetti clinici del farmaco.
Studi sui ratti evidenziano che il composto viene eliminato mediante le urine (30%) e le feci (70%), mentre nei topi abbiamo un 40% nelle urine e un 60% con le feci. Il volume di distribuzione apparente è pari a 0.9 ± 0.2 L/kg a seguito di una singola somministrazione orale. L'α-idrossietizolam ha un'emivita più lunga del composto originale (8,2 ore).

### Farmacodinamica
Il composto agisce sui recettori delle benzodiazepine come antagonista del recettore GABA A aumentando la trasmissione GABAnergica attraverso il sistema nervoso centrale. Agisce come antagonista del recettore del fattore di attivazione delle piastrine (PAF) e attenua la recidiva dell'ematoma subdurale cronico dopo interventi di neurochirurgia. È stato inoltre dimostrato che inibisce la broncocostrizione e l'ipotensione indotte da PAF.

### Effetti del composto e usi clinici
Il composto viene utilizzato nel trattamento dei disturbi d'ansia associati alla depressione, attacchi di panico e insonnia.

#### Studi sull'uomo
Studi clinici dimostrano che, a differenza del diazepam, il composto ha alcuni effetti neurofarmacologici simili a quelli dell'imipramina ed effetti sul comportamento. Studi suggeriscono che il composto sia approssimativamente 10 volte più potente del diazepam nel causare effetti ipnotici.

#### Studi sugli animali
Esperimenti condotti sugli animali dimostrano che gli effetti dell'etizolam sono 6-10 superiori a quelli del diazepam. Nelle scimmie il composto ha effetto di rinforzo e produce gli stessi effetti del pentobarbital. Inoltre studi sulla dipendenza fisica sostituisce il barbital e produce sintomi da astinenza tipici dei farmaci sedativo-ipnotici.

### Tossicologia
Sono pochi i casi di overdose da etizolam. Studi sui topi dimostrano che dopo somministrazione orale il composto non ha effetti significativi sulla fertilità, la mortalità e lo sviluppo embrionale, tuttavia se somministrato tra il 17simo e il 21simo giorno di gestazione può inibire l'aumento di peso e i movimenti spontanei del feto senza effetti significativi sulla durata della gravidanza e il parto.
Effetti teratogeni nei topi sono presenti a dosi di somministrazione pari a 500 mg/kg al giorno. La massima dose sicura di etizolam in topi, ratti e conigli gravidi è pari a 50, 25, e 0.25 mg/kg al giorno rispettivamente. Non sono disponibili dati sulla carcinogenità e genotossicità del composto.

### Controindicazioni ed effetti collaterali
I principali effetti collaterali sono simili a quelle delle benzodiazepine classiche e includono: sonnolenza, sedazione, debolezza muscolare e incoordinazione, svenimento, cefalea, confusione, depressione,biascicamento, disturbi visivi, cambiamenti nella libido e tremori. In pazienti, per lo più donne, che utilizzano l'etilozam per un periodo compreso tra un mese e l'anno, si verificano occasionalmente casi di blefarospasmo. È stato riportato il caso di una donna di 78 anni che ha sviluppato eritema anulare centrifugo a seguito dell'assunzione di una dose giornaliera di 3 mg per tre mesi, e alcuni casi di morte in cui il farmaco è stato uno dei fattori o causa principale.

### Interazioni
Un inibitore specifico del citocromo P450 è in grado di aumentare l'area under the curve (AUC) e l'emivita dell'etizolam. La carbamazepina, aumentando l'attività del citocromo P450, è in grado di ridurre la Cmax, l'AUC e l'emivita dell'etizolam.